# Keld Hvalsø Nedergaard
Keld Hvalsø Nedergaard (født 1964), regionskonsulent hos Landsforeningen LEV pr. 1. april 2020. Tidligere klejnsmed, socialrådgiver og politiker (Folkebevægelsen mod EU, SF og EL ).
Byrådsmedlem i Aarhus for Enhedslisten siden kommunalvalget 2017 indtil sin fratrædelse d. 1. april 2020. Hans ansvarsområder tæller blandt andet posten som formand for teknisk udvalg, ordfører for Enhedslistens byrådsgruppe samt plads i magistraten. Keld Hvalsø er ansat hos Landsforeningen LEV som jobkonsulent, hvor han har været tilknyttet siden september 2014.
Keld Hvalsø har været formand for Egmontgården Jylland fra 2014 til udgangen af 2017. Han var daglig leder af DHI (Den Helhedsorienterede Indsats) for unge med særlige behov fra 2007 til 2014.
Også i perioden 2002-2009 var Keld Hvalsø valgt som Enhedslistens medlem af Aarhus Byråd. I 2006 var har fungerende rådmand for Magistratsafdelingen for Sundhed og Omsorg i en kort periode. I 2008 opstillede Folkebevægelsen mod EU ham som kandidat til Europa-Parlamentet. I 1986-1989 var han medlem af SFs fællesbestyrelse i Aarhus.
Keld Hvalsø arbejdede hos Klinge på Århus Havn, hvor han var sikkerhedsrepræsentant og fællestillidsmand. I 1993-2000 var han medlem af Dansk Metals bestyrelse i Aarhus.
I 2017 blev han igen valgt til Århus byråd for Enhedslisten. Han tog dog orlov på ubestemt tid fra 1. april 2020, pga. et job som regionskonsulent for Landsforeningen LEV. Hertil udtalte han, at han ikke forventede, at vende tilbage til byrådet i indeværende periode.